# Icária (utopia)
Icária é o nome dado pelo teórico político e  socialista utópico Étienne Cabet à sua cidade ideal, uma utopia baseada em princípios  comunistas cristãos. Por extensão, « Icária » (ou  Icaria  em inglês) será o nome dado às  Comunidades Intencionais fundadas nos Estados Unidos pelos seguidores do Cabet, designando-se a si próprios
Inspirado tanto pela ' Utopia' 'de Thomas More como por sua amizade com o reformador  Galês Robert Owen, Cabet descreve Icária através do imaginário conto de um jovem aristocrata inglês visitando uma ilha misteriosa.  Viagens e Aventuras de Lord Wiliam Carisdall em Icária  foi publicado pela primeira vez em 1840 na Inglaterra anonimamente, Cabet temendo ser preso pelas autoridades francesas. Revelando-se este receio infundado, a obra foi então republicada na França a partir de 1842 sob o título [Voyage en Icária, desta vez com o nome do 'autor. O sucesso do livro levará a mais quatro edições em oito anos.

## Icárias nos USA

### Texas
Em 10 de outubro de 1847, cerca de 150 pessoas reunidas nas dependências do jornal Le Populaire votaram o Ato de Constituição de Icária, elegeram como presidente Étienne Cabet e estabeleceram um Escritório de imigração Icariana # 160 nessas instalações. Em dezembro, Charles Sully foi enviado como batedor para preparar o terreno nas margens do rio Vermelho do Sul , nas proximidades da cidade de Cross Timber , no Texas]]. Em 3 de fevereiro de 1848} 69 colonos liderados por Adolphe Gouhenant embarcam no navio  Roma  no porto de Le Havre. Cabet auxilia, junto com a filha, na saída. Anteriormente, em 30 de janeiro, um grande banquete "fraterno" foi organizado perto da cidade de Ingouville, à beira-mar. 250 pessoas, homens, mulheres e crianças vieram de toda a região e de Paris. O clima foi fervente. Durante seis horas, celebramos a vanguarda e o movimento icáriano. Canções (o hino icáriano, composto em 1847 por Félix Lamb; canções da partida reescritas para a ocasião) são cantadas. Os discursos são feitos pelos iniciantes. Os cantos em particular revelam uma total ignorância do Texas na época, glorificando "um solo virgem de escravidão".
Mais tarde, Cabet os fez assinar uma série de 15 promessas, uma das quais era "suportar todos os fardos e dificuldades". Eles também aceitam "que quem abandona seus irmãos para ouvir apenas seus interesses pessoais egoístas pode ser denunciado publicamente como um desertor e um traidor". Por fim, aceitam que a gestão de Icária seja confiada por 10 anos ao Cabet.
Em 3 de fevereiro, Cabet, que vê o navio Vanguard partir, diz: 
 "Finalmente, quinta-feira – 3 de fevereiro às nove da manhã, um dos maiores atos foi realizado., Acreditamos na história da humanidade . A vanguarda, partindo para  Roma , saiu de Le Havre para navegar no Oceano e rumo a Icária. "
 Não chegaram a sua terra somente em junho de 1848, após uma longa e árdua caminhada porque o rio Vermelho do Sul não é transitável para Cross Timber. Lá, eles tentaram organizar sua comunidade, mas são rapidamente desencorajados pelo clima: vários colonos morrem de malária. Eles, portanto, decidem ir para Nova Orleans onde, após conhecer outros colonos icárianos, embarcaram em 15 de outubro, em 2 de novembro em Bordéus que se encontram em situação idêntica à sua, votam pela dissolução da comunidadeIcariana.

### Illinois
Cabet, ao chegar em Nova Orleans em 19 de janeiro de 1849, tentou resolver o problema por conta própria; convocou uma assembleia geral por meio da qual conseguiu convencer 280 homens, 74 mulheres e 64 crianças de um total de 485 colonos a continuar a aventura Icariana. No primeiro dia de maio 1849, os colonos chegaram a Illinois na localidade de  Nauvoo, fundada em 1840 pelos Mórmons , mas de onde foram expulsos seis anos depois. O clima é agradável e a terra é fértil. Durante a assembleia geral de 21 de fevereiro de 1850}}, os colonos votam na constituição final da comunidade Icariana. Ele prosperou e os colonos, tanto franceses quanto americanos, se reuniram até dezembro 1855.
Em outubro de 1856, uma crise interna devido à insurreição de vários colonos que consideravam Cabet muito autoritário e o sistema por ele instituído muito anti-libertário, foi resolvida com sua saída, acompanhado por 75 homens, 47 mulheres e 50 crianças , para St. Louis (Missouri), Foi lá, logo após sua instalação, que Cabet morreu de um acidente vascular cerebral. Mercadier, que foi eleito presidente para sucedê-lo, decidiu deixar St. Louis em maio de 1858 para estabelecer a comunidade em Cheltenham. A comunidade continuou até 1863, quando os colonos tiveram que pronunciar sua dissolução, arruinada pelas consequências da Guerra de Secessão.

### Iowa

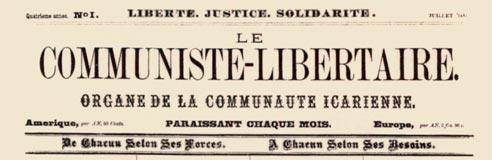
Julho1881, Le Communiste - Libertaire, "Órgão da Comunidade Icariana", que segue em "La Jeune Icarie" publicado desde 1º de maio de 1878.

J.-B. Gérard, que se sucedeu Cabet na cidade de Nauvoo, decidiu em 1857, então à frente de 240 colonos, estabelecer a comunidade em Corning (Iowa), perto de Nodaway. Alguns então decidem voltar para a França, outros ficam em Nauvoo, deixando a comunidade para trás, e ainda outros passos Gérard. Em 1863, a comunidade Icariana de Corning contava com apenas 60 pessoas, mas sua prosperidade e boa produtividade atraíram muitos colonos novos e antigos.
Em 187], eclodiu um novo conflito interno: o partido dos Jovens Icarianos, libertários e revolucionários, acusou o que chamou de "& # 160; Vieille Icária" " ser muito conservador e rotineiro. Em 1878, é o tribunal de apelação do condado que resolverá a questão, pronunciando a dissolução da comunidade.
A minoria que permaneceu na comunidade publica, além de algumas brochuras, dois jornais, "La Jeune Icária", "órgão do comunismo progressista" (1878-1879) e "O comunista libertário", "Órgão do Comunidade Icariana "(1881).

### Icaria-Speranza

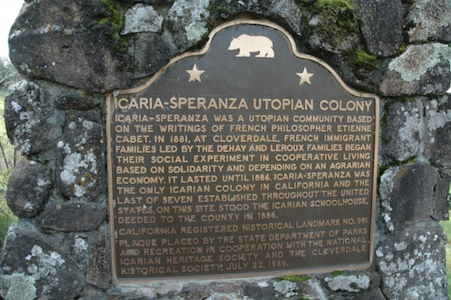
Placa comemorativa do local do assentamento utópico Icaria-Speranza em Sonoma, Califórnia, o último desse tipo.

Em 1881, intrigado com histórias relacionadas à popularidade das ideias socialistas em São Francisco, Armand Dehay partiu para a Califórnia com sua família para viver temporariamente com seu irmão Theodore. Incentivado por Émile Bée, líder do Partido Socialista Trabalhista, a tentar uma nova experiência Icariana na região, Dehay escreveu a Paul e Pierre Leroux para incentivá-los a se juntar a ele. Depois de explorar o Napa Valley, eles decidem realocar a jovem Icária para [[Sonoma], perto de [[Cloverdale (Califórnia)].
Usando sua propriedade de Iowa como garantia, eles compraram um rancho de 885 acres (358 ha) no Russian River (Califórnia) com crédito na primavera por 15mil US$ e batizaram seus novos comunidade "Speranza", uma referência ao frontispício do último jornal de Jules Leroux, "L'Espérance". 100 acres (40 ha) de trigo, 45 acres (18 ha) de videira e 5 acres (2 ha) de Pêssegos foram plantados e uma serraria é construída a fim de reembolsar o empréstimo, o resto do terreno é dedicado a pastagens. Apesar de terem reduzido sua dívida para {6 mil US$ em 1883, os icários de Speranza estão longe da meta ideal de autossuficiência, já contestada por Peron em Iowa.
No final daquele ano, a comunidade adotou uma carta definindo os princípios que regem a colônia. O seu funcionamento difere significativamente das Icárias anteriores, inspirando-se nas ideias de Charles Fourier e do Conde de Saint-Simon 
A comunidade Icaria Speranza foi dissolvida em 3 de agosto de 1886 pelo tribunal de justiça do condado